# Kerkelijke Staat
De Kerkelijke Staat (Italiaans: Stato Ecclesiastico) of de Pauselijke Staat (Italiaans: Stato Pontificio) behoorde tot de belangrijkste historische staten van Italië vanaf het midden van de 8e eeuw. Het Apennijns Schiereiland werd in 1861 verenigd door het koninkrijk Sardinië, waarna de Kerkelijke Staat, in territoriaal minder uitgebreide vorm, nog bleef bestaan tot 1870. Het huidige Vaticaanstad is in 1929 nieuw opgericht en is, formeel, geen restant of opvolgerstaat van de vroegere Kerkelijke Staat.
De Kerkelijke Staat bestond uit gebieden onder directe soevereine heerschappij van het pausdom. Op zijn hoogtepunt besloeg deze staat het grootste deel van de huidige Italiaanse regio's Romagna, Marche, Umbrië en Lazio. Deze regerende macht wordt gewoonlijk de wereldlijke macht van de paus genoemd, in tegenstelling tot diens kerkelijk primaatschap.

## Geschiedenis

### Middeleeuwen

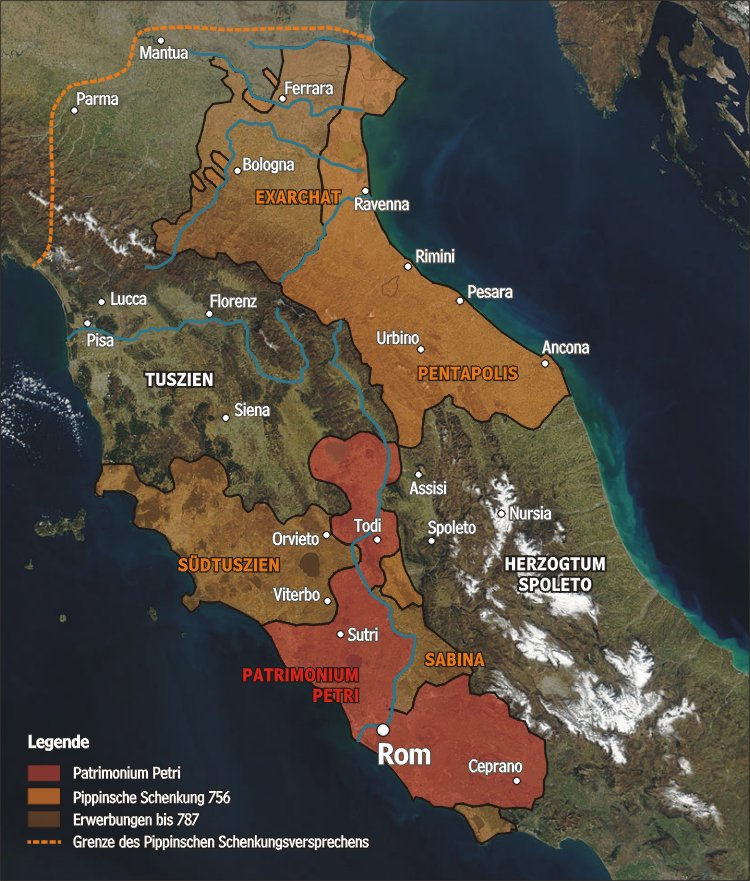
Machtsbereik van de Kerkelijke Staat rond 800

De pausen hadden al in de 4e eeuw aanzienlijke grondgebieden rond Rome verworven, het Patrimonium Petri. Ze wisten dit in de 5e eeuw uit te breiden door in de nadagen van het instortende West-Romeinse Rijk bescherming tegen invallende barbaren te bieden. Deze bezittingen maakten de bisschop van Rome in de 6e eeuw tot een van de grootste grondbezitters in Italië. Door de hervormingen van paus Gregorius I en het overstappen op een centraal bestuur kreeg dit gebied sterker het karakter van een eenheidsstaat, waarop de pausen aanspraak maakten met een beroep op een door Constantijn de Grote uitgevaardigde oorkonde, de later als vervalsing ontmaskerde Donatio Constantini. Na de definitieve val van het Romeinse Rijk in West-Europa waren de Ostrogoten de baas in Italië en na hen de Byzantijnen. De Byzantijnen werden op hun beurt grotendeels teruggedrongen door de Longobarden.
Paus Stefanus II (III) riep in 754 de hulp van de Frankische koning Pepijn de Korte in om de binnenvallende Longobardenkoning Aistulf af te slaan. Pepijn heroverde de bezette gebieden en schonk ze in hun geheel aan de paus (de Pepijnse Schenking), daarmee de aanspraken van het Byzantijnse Rijk op het voorheen door hen geregeerde Italië negerend. De paus werd hiermee heerser over Ravenna, de Pentapolis en de regio rond Rome.
Na de dood van Karel de Dikke viel de Kerkelijke Staat, zoals de rest van het Karolingische Rijk, in handen van plaatselijke heersers. De graven van Tusculum zullen gedurende zestig jaar de paus aanduiden, beginnende met paus Sergius III tot en met paus Johannes XII.
Toen Berengarius II in 960 het noorden van de Kerkelijke Staat bezette, vroeg paus Johannes XII de Duitse keizer Otto I de Grote om hulp. Op 2 februari 962 werd Otto in Rome, naar het voorbeeld van Karel de Grote, door de paus tot keizer gekroond. In navolging van de Pepijnse Schenking sloot hij met de paus een overeenkomst, de Diploma Ottonianum. De invloed van keizer Otto II en keizer Otto III op de Kerkelijke Staat was groot. Paus Gregorius V en paus Silvester II waren nauw verbonden met de keizerlijke familie.
Na de dood van Otto III in 1002 namen de Romeinse baronnen het heft weer over, eerst met Johannes II Crescentius en daarna opnieuw de graven van Tusculum. Het hoogtepunt werd bereikt in 1046, toen er plots drie pausen waren. De Duitse keizer Hendrik III riep de Synode van Sutri bijeen en zette de drie pausen af. Vanaf die tijd is de sterke man achter de schermen Hildebrand van Sovana, de latere paus Gregorius VII. In 1059 vaardigde paus Nicolaas II de pauselijke bul, In nomine Domini, uit, die de handelswijze van de verkiezing van een nieuwe paus bepaalde.
De Investituurstrijd (conflict over het recht tot het aanstellen van een ambt) begon met de pausverkiezing van 1061 tussen paus Alexander II (kandidaat van Hildebrand) en tegenpaus Honorius II (uit het keizerlijke kamp). De strijd bereikte zijn hoogtepunt met de afzetting van paus Gregorius VII en de daaropvolgende excommunicatie van Hendrik IV (1076). Uiteindelijk zal Gregorius aan het kortste eind trekken.
In 1095 was er een totale impasse. Er waren twee pausen, twee Duitse keizers en de Franse koning was geëxcommuniceerd. Paus Urbanus II vond een uitweg buiten Europa: een gemeenschappelijk doel. Hij pleitte voor een tocht naar het Heilig Land, met een verenigd leger van alle christenen om het Heilig Graf te bevrijden en de christenen van het Oosten te bevrijden die door de islam werden verdrukt. Dit was de oproep tot de Eerste Kruistocht.
In de 11e eeuw kwam door een alliantie met de Noormannen ook het hertogdom Benevento in pauselijk bezit. In de 13e eeuw annexeerden de pausen het hertogdom Spoleto.

de Kerkelijke Staat rond 1494

De Staat wist gedurende de middeleeuwen zijn soevereiniteit te bewaren. Deze stelde in de praktijk echter vaak niet veel voor, met name in de periode dat de pausen tijdens de zogenaamde Babylonische ballingschap der pausen (1309-1376) in Avignon resideerden. Er vond een machtsstrijd plaats tussen de families Orsini en Colonna.
In de renaissance trachtten de pausen hun gezag weer te versterken en in de 15e eeuw werden gebieden rond Parma, Modena, Bologna, Ferrara, Romagna en Perugia aan de Kerkelijke Staat toegevoegd, die onder paus Julius II door zijn Oorlog van de Liga van Kamerijk zijn grootste omvang bereikte. De betekenis van de Kerkelijke Staat nam na de 16e eeuw weer af, zodat de staat in de internationale politiek geen belangrijke rol meer speelde.

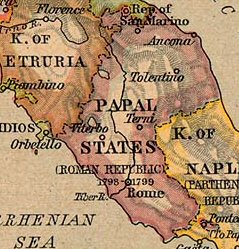
De Kerkelijke Staat tussen 1797 en 1808

### Franse tijd
De Franse Revolutie en de nasleep ervan hadden desastreuze gevolgen voor de Staat. De steden Modena, Bologna, Ferrara en Romagna werden de Kerkelijke Staat na de Franse invasie in 1797 onder Napoleon Bonaparte ontnomen om de nieuwe Cispadaanse Republiek te vormen, die later samen met de Transpadaanse Republiek de Cisalpijnse Republiek vormde. Op 15 februari 1798 (27 Pluviôse VI) vielen Franse troepen onder leiding van Louis Alexandre Berthier de Kerkelijke Staat binnen en riepen de Romeinse Republiek uit, die op 21 februari een bondgenootschap sloot met de Cisalpijnse Republiek. Paus Pius VI werd afgezet en op 20 februari ontvoerd naar Frankrijk. Hij stierf op 29 augustus 1799 in ballingschap, waarop de kardinalen conclaaf hielden in Venetië, waar men zeven maanden steggelde over een nieuwe paus. Dat werd uiteindelijk Luigi Barnaba Chiaramonti (als Pius VII).
In november 1798 vielen Napolitaanse troepen Rome binnen, maar de Franse generaal Jean-Étienne Championnet wist deze te verdrijven en achtervolgde hen tot hij Napels bezette, waarop koning Ferdinand IV naar Sicilië moest vluchten. Met steun van revolutionaire Napolitanen werd op 22 januari 1799 de Parthenopeïsche Republiek uitgeroepen. Hierna begon het tij voor de Fransen echter te keren, doordat in de maanden erna in heel Italië anti-Franse, monarchistische, katholieke volksopstanden uitbraken, al dan niet aangewakkerd door de clerus en versterkt door buitenlandse monarchale troepen (vooral Oostenrijkers en Russen). Kardinaal Fabrizio Ruffo di Calabria lanceerde het Leger van het Heilig Geloof en 'bevrijdde' Napels op 20 juni 1799 van de Fransen (generaal Macdonald, die Championnet had vervangen, had de stad enige dagen eerder verlaten om in Noord-Italië de Oostenrijks-Russische invasie tegen te gaan) en restaureerde het koninkrijk Napels. Ferdinand IV liet 120 republikeinse leiders executeren. Vervolgens rukten de Napolitanen opnieuw op naar Rome en brachten de Romeinse Republiek, samen met de Oostenrijkers die de rest van haar grondgebied bezetten vanuit het noorden, in september 1799 definitief ten val, nadat het Franse leger zich ook daar had teruggetrokken.
De Kerkelijke Staat werd in juni 1800 hersteld, maar in 1808 opnieuw bezet en een jaar later geannexeerd door Frankrijk. Hij werd daarop verdeeld in twee departementen: Rome en Trasimène.

### Na 1815
De in deze periode geïntroduceerde liberale denkbeelden speelden ook na de restauratie van de Kerkelijke Staat een rol door het Congres van Wenen (1815). In 1830/1831 vonden revoluties tegen het reactionaire kerkelijke regime plaats: de Verenigde Italiaanse Provincies werden uitgeroepen, doch kenden een kort bestaan. Na een nieuwe revolutie in 1848 ontvluchtte paus Pius IX tijdelijk de stad, waarna in 1849 een nieuwe liberale Romeinse Republiek werd gesticht, die echter nog datzelfde jaar met hulp van Frankrijk, Oostenrijk en het koninkrijk der Beide Siciliën werd heroverd.

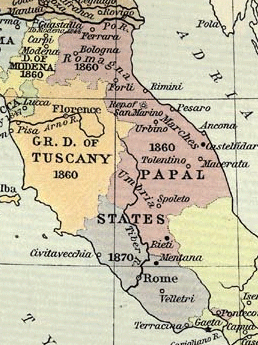
De Kerkelijke Staat tussen 1859 en 1870

De Kerkelijke Staat vormde een obstakel voor het Risorgimento - de Italiaanse eenheidsbeweging op liberale en patriottische grondslag -, omdat hij Italië in tweeën verdeelde en buitenlandse mogendheden hem beschermden. Na de Oostenrijkse nederlaag in 1859 stemden de pauselijke gebieden Emilia, Umbrië en Marche voor toetreding tot het koninkrijk Italië. De paus restte nu nog alleen Lazio, het oude Patrimonium Petri.
Het definitieve einde kwam toen de Franse troepen die zich sinds 1849 in de Pauselijke Staat ophielden, zich in 1870 terugtrokken naar aanleiding van de Franse nederlaag in de Frans-Duitse Oorlog, waarop, ondanks het verzet van de Zwitserse garde en een leger katholieke vrijwilligers uit heel Europa (de zogenaamde Zoeaven), de inname van Rome door de Italianen volgde. Italië erkende in 1871 de onschendbaarheid en soevereiniteit van de paus, maar wees hem geen territorium toe, omdat de paus weigerde zijn territoriale aanspraken op te geven. De Heilige Stoel weigerde de positie en bevoegdheid van de nieuwe Italiaanse overheid wettelijk te erkennen. Paus Pius IX en zijn opvolgers tot Pius XI weigerden zich dan ook buiten het Vaticaan te begeven, dat een gebied van amper 0,44 km² beslaat.
Dit dispuut werd pas tijdens het bewind van Benito Mussolini opgelost met de Verdragen van Lateranen in 1929 door erkenning van de soevereiniteit van Staat Vaticaanstad. Sindsdien zijn de betrekkingen tussen Vaticaanstad en de Italiaanse staat redelijk goed te noemen.